# Ilja Stepanowitsch Schumow

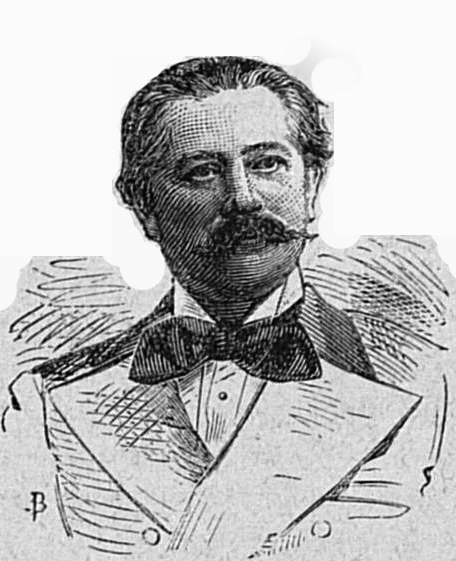
Ilja Stepanowitsch Schumow

Ilja Stepanowitsch Schumow (russisch Илья Степанович Шумов, wiss. Transliteration Ilja Stepanovič Šumov; * 16. Junijul. / 28. Juni 1819greg. in Archangelsk; † Juli 1881 in Sewastopol) war ein russischer Schachmeister und -komponist.
Schumow, der bis 1847 18 Jahre lang Offizier in der russischen Baltikums-Flotte war, begann eine intensive Pflege des Schachspiels, nachdem er seinen Dienst im Marineministerium in Sankt Petersburg aufgenommen hatte. Innerhalb kurzer Zeit zählte er neben Alexander Petrow und Carl Ferdinand Jänisch zu den besten Schachspielern Russlands. Howard Staunton lud ihn zum ersten internationalen Turnier der Schachgeschichte 1851 nach London ein, doch konnte Schumow die Einladung, wie auch Petrow und C. Jänisch, nicht annehmen.
1854 spielte Schumow in St. Petersburg zwei Wettkämpfe gegen C. F. Jänisch (3-5 und 7-5). 1862 unterlag er Ignaz von Kolisch in St. Petersburg mit 2-6 und 1875 Szymon Winawer mit 2-5. Nach Petrows Tod 1867 galt Schumow als bester Spieler Russlands. 1869 war er Mitbegründer der St. Petersburger Schachgesellschaft. 1869 begann er eine Schachspalte in der Wsemirnaja Illjustrazija zu führen, die Michail Tschigorin nach Schumows Tod 1881 übernahm. Zu seinen Schülern zählten die russischen Meister Emanuel Schiffers und Adolf Albin.
Seine beste historische Elo-Zahl betrug 2489. Diese erreichte er im Oktober 1863. Zeitweise lag er auf Platz 7 der Weltrangliste.
Schumow komponierte ungefähr 200 Schachkompositionen, in die er unterhaltende Themen einwob, die gelegentlich auch politischen Charakter trugen. 1867 gab er eine Sammlung von 84 Aufgaben heraus.

## Schachkomposition
|   | a | b | c | d | e | f | g | h |   |
| 8 |   |   |   |   |   |   |   |   | 8 |
| 7 |   |   |   |   |   |   |   |   | 7 |
| 6 |   |   |   |   |   |   |   |   | 6 |
| 5 |   |   |   |   |   |   |   |   | 5 |
| 4 |   |   |   |   |   |   |   |   | 4 |
| 3 |   |   |   |   |   |   |   |   | 3 |
| 2 |   |   |   |   |   |   |   |   | 2 |
| 1 |   |   |   |   |   |   |   |   | 1 |
|   | a | b | c | d | e | f | g | h |   |

Matt in 3 Zügen – Weiß am Zug
Lösung:

1. Sxg2 exd5

2. Te3+ Lxe3

3. Se1 matt